# Bertula thyrisalis
Bertula thyrisalis är en fjärilsart som beskrevs av Walker. Bertula thyrisalis ingår i släktet Bertula och familjen nattflyn. Inga underarter finns listade i Catalogue of Life.

## Bildgalleri

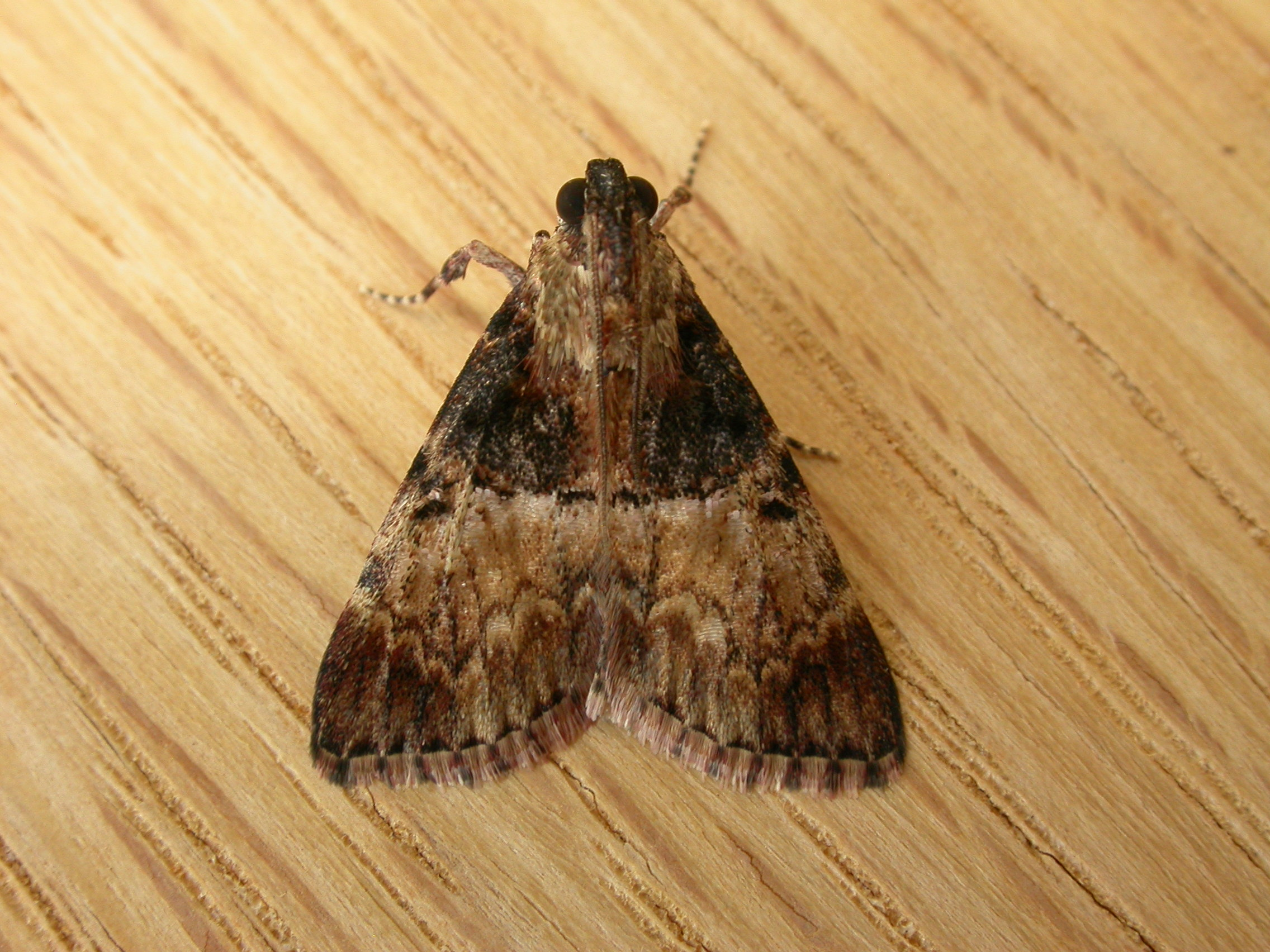